# Donji Javoranj
Donji Javoranj is een plaats in de gemeente Dvor in de Kroatische provincie Sisak-Moslavina. De plaats telt 168 inwoners (2001).